# Tichelrij
Tichelrij is een hoger gelegen gehucht van de Belgisch-Limburgse gemeente Nieuwerkerken, gelegen in het noorden van de gemeente.
De naam Tichelrij verwijst naar de vervaardiging van tegels (Limburgs: tichel = "tegel").
Tichelrij nam ongeveer 80 procent van het huidige grondgebied in en vormde een Loonse heerlijkheid met een eigen schepenbank naar Loons recht. Tijdens de Tweede Wereldoorlog bevond zich hier ook een Duitse kazerne met radartoren die rechtstreeks was verbonden met de vliegbasis Brustem.
Tot 1770 was de markies Dève heer van Tichelrij. De heerlijkheid was onderverdeeld in Groot- en Klein-Tichelrij, Rozenbos, Beukenbos, Begijnenbos, Hakbos, Kaalheide en de Ring.

## Referentie
- O. Vandeputte (ed.), Gids voor Vlaanderen. Toeristische en culturele gids voor alle steden en dorpen in Vlaanderen, Tielt, 2007, p. 890. ISBN 9789020959635